# Andre Ethier
Andre Everett Ethier (né le 10 avril 1982 à Phoenix, Arizona, États-Unis) est un ancien voltigeur de droite des Ligues majeures de baseball. 
Invité deux fois au match des étoiles, Ethier a remporté un Bâton d'argent et un Gant doré.

## Biographie

### Carrière amateur

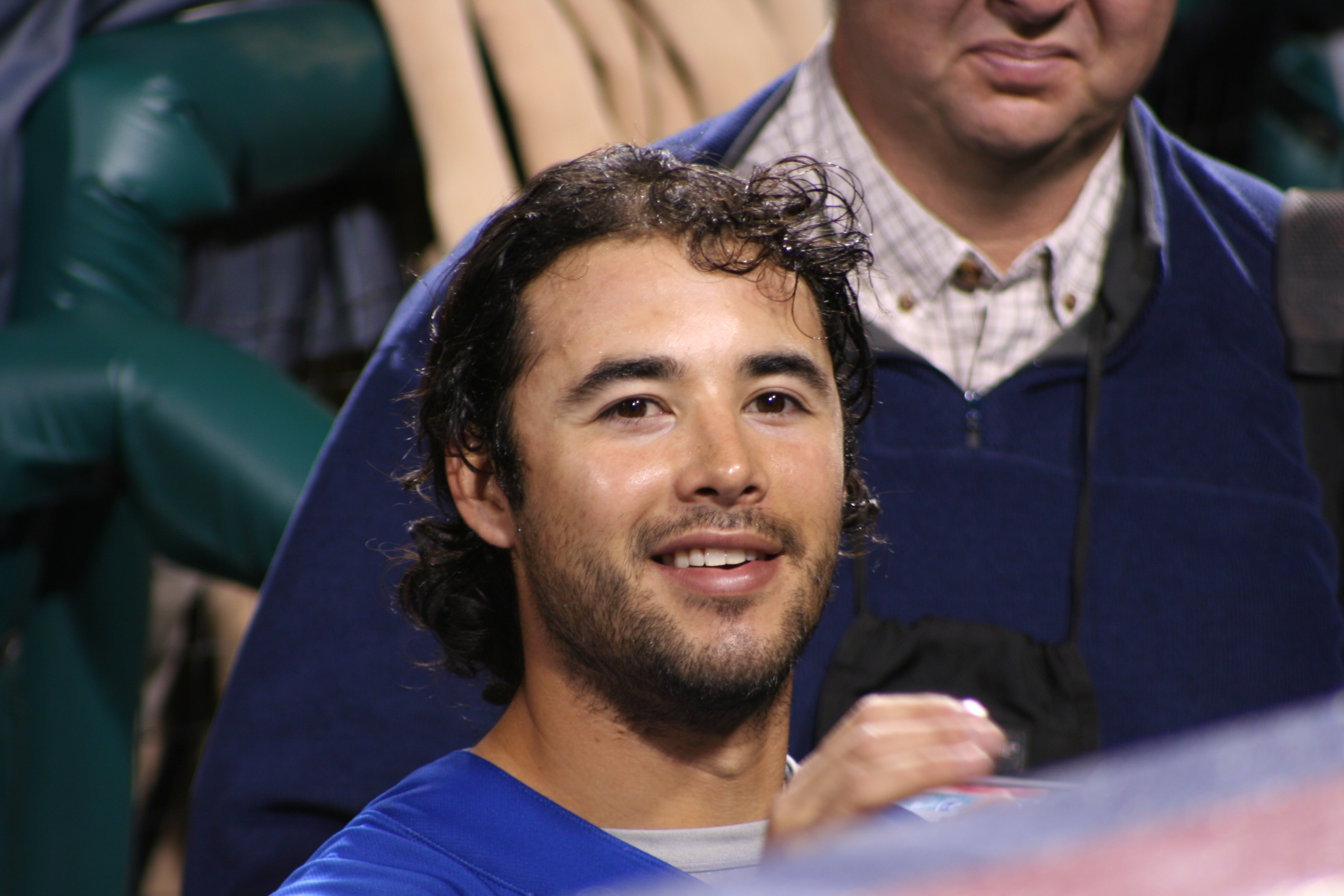
Andre Ethier en 2009.

En 2000, Andre Ethier sort diplômé de l'école secondaire St. Mary's de Phoenix où il s'est distingué pendant ses trois dernières saisons. Pour sa dernière année, sa moyenne au bâton de ,527 lui vaut une sélection dans la deuxième équipe type des écoles secondaires de l'État d'Arizona. Il rejoint l'université d'université d'État de l'Arizona à la rentrée 2000, mais les Sun Devils lui proposent plutôt de jouer en junior college, pensant qu'Ethier n'a pas le niveau pour jouer en Division I universitaire. Il est transféré au Chandler-Gilbert Community College où il accumule 94 coups sûrs, 32 doubles et une moyenne au bâton de ,468. Il est nommé meilleur joueur de son équipe et en juin 2001, il est sélectionné par les Athletics d'Oakland au 37e tour du repêchage des joueurs amateurs (1121e athlète choisi au total). Il préfère continuer sa scolarité en retournant à l'université d'État de l'Arizona où il intègre finalement l'équipe des Sun Devils. Lors de la saison 2002, en 48 matchs, il frappe avec une moyenne de ,363, la deuxième meilleur moyenne de l'équipe et la sixième de la conférence Pac-10, malgré un pouce cassé au cours de la saison. En 2003, il participe à toutes les rencontres de son équipe (68 matchs) et améliore ses statistiques avec une moyenne de ,377, 10 circuits et 68 points produits. Il est élu parmi les meilleurs joueurs de la conférence comme en 2002. 

### Ligues mineures
Les Athletics le sélectionnent une deuxième fois lors du repêchage amateur de 2003, cette fois au deuxième tour (62e choix global). Il signe son premier contrat professionnel le 1er juillet et rejoint l'équipe des Canadiens de Vancouver en Northwest League, puis les Kane County Cougars en Midwest League. En 2004, il continue sa progression en ligues mineures avec les Athletics de Modesto où il frappe dans une moyenne de ,313 en 99 matchs. En 2005, il est nommé meilleur joueur de la Texas League après une saison complète avec les RockHounds de Midland. En 131 matchs, il accumule 18 circuits (11e de la ligue), 80 points produits (7e de la ligue) et 104 points (1er de la ligue) avec une moyenne de ,319 (3e de la ligue). Il est aussi nommé meilleur joueur des ligues mineures de l'organisation des Athletics et meilleur joueur du matchs des étoiles de la Texas League. En fin de saison, il participe à 4 rencontres avec les Rivercats de Sacramento en Ligue de la côte du Pacifique. Le 13 décembre, il est transféré aux Dodgers de Los Angeles.

### Ligue majeure

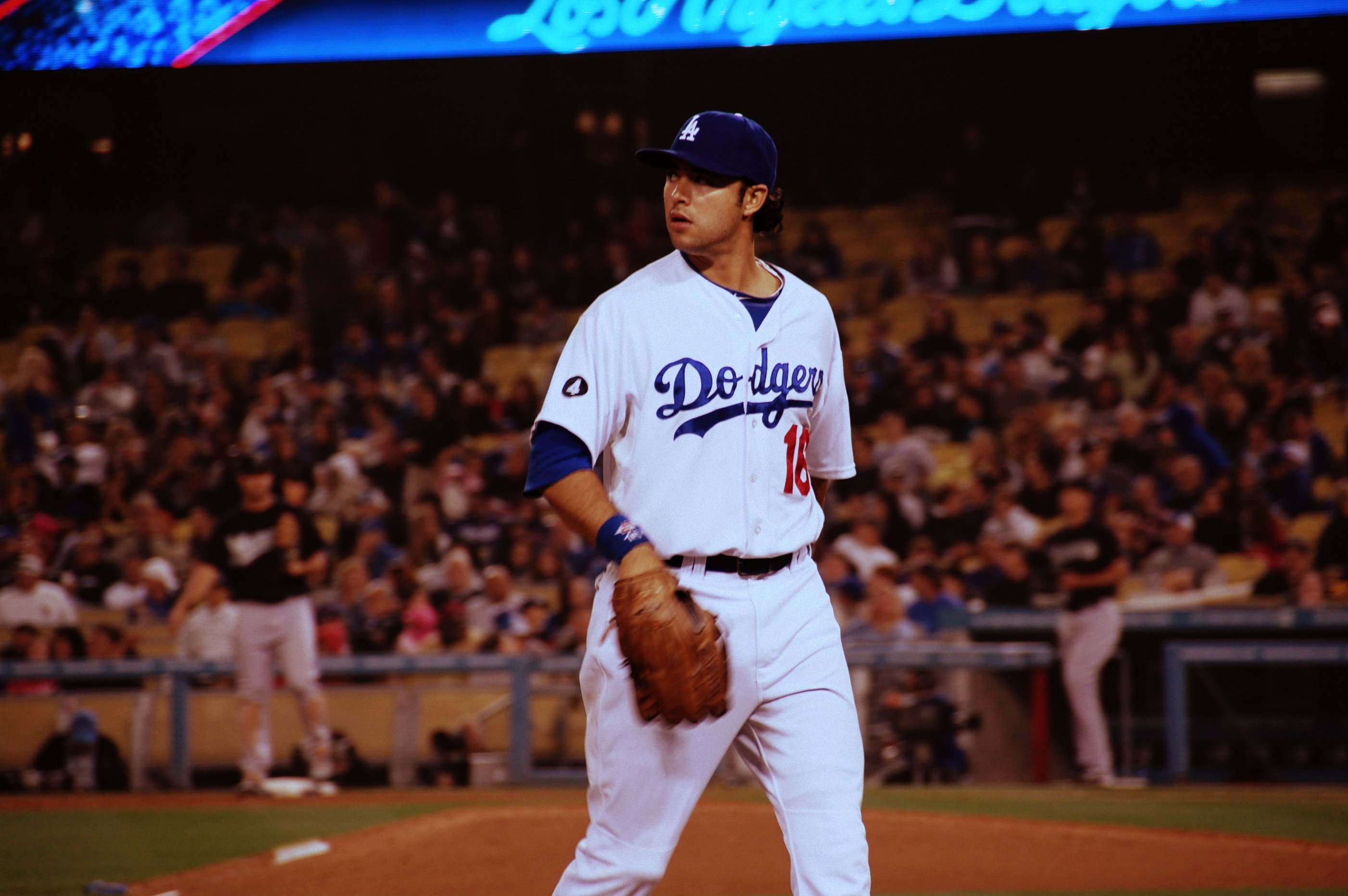
Andre Ethier lors d'un match des Dodgers en 2011.

Après un début de saison 2006 avec les 51s de Las Vegas en Ligue de la côte du Pacifique où il se distingue avec une moyenne au bâton de ,349, un circuit et 12 points produits en 25 matchs, il est promu en Ligue majeure le 2 mai contre les Diamondbacks de l'Arizona et frappe son premier circuit le lendemain contre les Padres de San Diego. Le 19 mai, il frappe 5 coups sûrs en autant de présences au bâton (1 circuit, 4 points marqués et 3 points produits). Le 9 juillet, il est nommé Joueur de la semaine avec une moyenne de ,500, un circuit, un triple, deux doubles et 10 points produits en 7 matchs. Il finit la saison parmi les meilleures recrues avec une moyenne au bâton de ,308, 11 circuits et 55 points produits. En défense au champ gauche, il réussit huit aides en champ extérieur, le meilleur total de l'équipe et des recrues de MLB.
Au début de la saison 2007, il est repositionné au champ droit avec l'arrivée de Luis Gonzalez au champ gauche. Il confirme ses performances de sa première saison en améliorant ses statistiques offensive et défensive. En 153 matchs, il frappe 127 coups sûrs, 13 circuits et 32 doubles. Sa moyenne au bâton baisse légèrement (,284) et il ne réussit aucun vol de but. Avant le début de la saison 2008, il s'affirme comme l'un des joueurs de champ extérieur qui peuvent prétendre à une place de régulier.
Après une saison 2009 de 31 circuits et 106 points produits, il gagne son premier Bâton d'argent, récompensant les performances offensives à chaque position. Il termine sixième du vote désignant le MVP de la saison en Ligue nationale.
En 2011, Ethier connaît une séquence de 30 parties avec au moins un coup sûr, du 31 mars (la première partie de la saison) au 6 mai. Il s'agit de la deuxième plus longue séquence du genre dans l'histoire de la franchise, après le record de 31 parties de Willie Davis en 1969. Avec 27 parties de suites avec au minimum un coup sûr en avril, il établit un nouveau record des majeures pour ce mois, battant l'ancienne marque de 22 de Joe Torre en 1971. Il reçoit à la mi-saison sa seconde invitation à la partie d'étoiles. À la fin de la saison toutefois, ses statistiques offensives sont à la baisse en comparaison de sa saison 2010 : 11 circuits et 62 points produits en 135 matchs. Avec 142 coups sûrs, il maintient sa moyenne au bâton à ,292. Il voit pour la première fois son jeu défensif être récompensé d'un Gant doré.
Il se casse la jambe droite lors de l'entraînement de printemps 2016 des Dodgers, une blessure dont la convalescence prévue est d'une durée de 10 à 14 semaines.

## Statistiques
| Saison | Équipe     | G   | AB   | R   | H   | 2B  | 3B | HR | RBI | SB | BA    |
| ------ | ---------- | --- | ---- | --- | --- | --- | -- | -- | --- | -- | ----- |
| 2006   | LA Dodgers | 126 | 396  | 50  | 122 | 20  | 7  | 11 | 55  | 5  | 0,308 |
| 2007   | LA Dodgers | 153 | 447  | 50  | 127 | 32  | 2  | 13 | 64  | 0  | 0,284 |
| 2008   | LA Dodgers | 141 | 525  | 90  | 160 | 38  | 5  | 20 | 77  | 6  | 0,305 |
| 2009   | LA Dodgers | 160 | 596  | 92  | 162 | 42  | 3  | 31 | 106 | 6  | 0,272 |
| 2010   | LA Dodgers | 139 | 517  | 71  | 151 | 33  | 1  | 23 | 82  | 2  | 0,292 |
| Totaux | Totaux     | 719 | 2481 | 353 | 722 | 165 | 18 | 98 | 384 | 19 | 0,291 |

| Saison | Équipe     | G  | AB | R  | H  | 2B | 3B | HR | RBI | SB | BA    |
| ------ | ---------- | -- | -- | -- | -- | -- | -- | -- | --- | -- | ----- |
| 2006   | LA Dodgers | 2  | 1  | 0  | 0  | 0  | 0  | 0  | 0   | 0  | 0,000 |
| 2008   | LA Dodgers | 8  | 32 | 6  | 1  | 0  | 0  | 0  | 0   | 0  | 0,188 |
| 2009   | LA Dodgers | 8  | 31 | 7  | 3  | 1  | 3  | 3  | 6   | 0  | 0,355 |
| Totaux | Totaux     | 18 | 64 | 13 | 17 | 4  | 1  | 3  | 6   | 0  | 0,266 |

Note : G = Matches joués ; AB = Passages au bâton; R = Points ; H = Coups sûrs ; 2B = Doubles ; 3B = Triples ; 
HR = Coup de circuit ; RBI = Points produits ; SB = Buts volés ; BA = Moyenne au bâton.